# Gospin dom
»Gospin dom« singl je Marka Perkovića Thompsona objavljen 13. lipnja 2025. godine. Predstavlja jednu od pjesama studijskog albuma Hodočasnik, čija je službena objava bila isti dan.
Ova pjesma posvećena je Blaženoj Djevici Mariji – Kraljici mira, osobito naglašavajući povezanost s međugorskim ukazanjima.
Marko Perković Thompson posvetio je pjesmu pokojnom fra Slavku Topiću, s kojim je hodočastio u Svetu Zemlju tijekom ožujka 2019. godine. Fra Slavko Topić izrazio je želju da Thompson jednu svoju pjesmu posveti Gospi Međugorskoj.